# Maxime Authom
Maxime Authom (n. 29 de marzo de 1987) es un tenista profesional belga. En su carrera ha llegado a una final de torneos Challenger.
En agosto de 2012, se clasificó por primera vez a un torneo ATP en el US Open. En su debut, perdió ante Bjorn Phau por 2-6, 6-4, 4-6, 6-7(5).

## Torneos Challenger

### Individuales (0)

#### Finalista (1)
| Legend                  |
| ----------------------- |
| ATP Challenger Tour (1) |

| N.º | Fecha               | Torneo   | Superficie | Oponente en la final | Marcador final |
| --- | ------------------- | -------- | ---------- | -------------------- | -------------- |
| 1.  | 19 de marzo de 2012 | Rimouski | Dura       | Vasek Pospisil       | 6-7(6), 4-6    |